# Alejandro Hernández Máiquez
Alejandro Hernández Máiquez más conocido como Álex Hernández (nacido el 12 de febrero de 1990, en Murcia, España) es un jugador de baloncesto español. Con 1.90 de estatura, ocupa la posición de base en las filas del Leyma Coruña de la Liga ACB. 

## Trayectoria Deportiva
Formado en las categorías inferiores del CB San José de la Vega, previo paso por el CB Murcia en la categoría de Minibasket, con 15 ficha por las categorías inferiores del FC Barcelona.
El 13 de octubre de 2007, Duško Ivanović le hizo debutar, con sólo 17 años, en un encuentro de la segunda jornada de la ACB frente al MMT Estudiantes (un mes antes ya había dispuesto de unos segundos frente al Bilbao en la Supercopa).
CB Cornellá, donde compitió en LEB Plata (2008-09) y LEB Oro (2009-10) fue su siguiente destino.
En 2010 firmó con el Assignia Manresa, equipo en el que juega durante 6 temporadas. Durante su estancia en Manresa se convierte en capitán del equipo. En la parte negativa, el equipo desciende deportivamente  dos veces, descensos que en la práctica no se materializaron por las trabas que pone la ACB a los equipos LEB para subir a ACB.
En 2016 firma un contrato por una temporada con opción a otra por el Dzūkija Alytus de la liga lituana. En su segunda temporada promedió 8,7 puntos y 6,1 asistencias en la LKL, siendo el base titular con una media de 28.6 minutos disputados. En un mismo partido llegó a repartir 17 pases de canasta.
En enero de 2018, firma con el Stelmet Zielona Góra de la Polska Liga Koszykówki. El base murciano abandona el equipo lituano Dzukija Alytus y se marcha a Polonia para jugar en uno de los históricos de este país, para disputar con el club polaco la Champions League.
En la temporada 2018/19 regresa a España para firmar con el CB Bahía San Agustín de LEB Oro, donde acredita 8.8 puntos y 3.9 asistencias. Permanece al año siguiente en el club balear, promediando 8.4 puntos y 3.6 asistencias en la campaña 2019/20 hasta su cancelación por la pandemia de coronavirus.
El 1 de agosto de 2020 se hace oficial su fichaje por Real Murcia Baloncesto de la Liga LEB Oro. Completa la temporada 2020/21 con promedios de 10.0 puntos, 3.8 asistencias y 3.5 rebotes, siendo uno de los mejores bases de la competición.
El 8 de julio de 2021 firma por el Leyma Coruña de la Liga LEB Oro. En la temporada 2021/22 disputa 24 encuentros en los que registra 7.2 puntos y 3.7 asistencias hasta sufrir una grave lesión en el mes de abril (ligamento cruzado anterior de la rodilla derecha) por la que causó baja el resto de la temporada.
En 2022/23 se recupera de su lesión y retorna a las pistas en el mes de enero, si bien gozando de menor protagonismo pues juega únicamente 18 partidos con medias de 2.7 puntos y 2.1 asistencias. 